# Tiroteo de nochevieja en Lima de 2023
El tiroteo de Nochevieja en Lima de 2023 ocurrió la madrugada del 31 de diciembre de 2023 en las afueras del centro comercial peruano Plaza Norte, en un área disputada entre los distritos de San Martín de Porres e Independencia. El ataque dejó dos muertos y tres heridos.

## Descripción
En la madrugada del 31 de diciembre entre el cruce de las avenidas Tomás Valle y Marco Polo es un área del comercio informal en la que bandas delincuenciales extorsionan a transportistas de buses interprovinciales.
Entre la noche del 30 de diciembre y la madrugada del 31 de diciembre los comerciales y transeúntes fueron sorprendidos por disparos provenientes de unos motorizados, que dejaron aproximadamente diez casquillos de bala, uno de los supervivientes describen el acto:

Escuché los balazos, fueron varios. Lo único que hice fue tirarme al piso nada más, me tiré de boca, debajo de mi carreta. Luego, me volteé y vi a alguien tirado en el piso.

### Víctimas
La Policía Nacional del Perú llegó momentos después de que los atacantes se escabulleron, se registró un muerto de nombre Alex Rolando Huanca Llamo de 36 años que era un colectivero de la ruta Lima-Chimbote, los otros cuatro heridos fueron trasladados al Hospital Nacional Cayetano Heredia, allí en el centro médico falleció Jorge Ader Bautista Vargas de 42 años, un chofer de bus, las identidades de los demás fueron registradas: Edwin Quiroz Caballero, Alison Huamán Araujo y Luis Ramírez Chagua.
Por la magnitud del suceso el Ejército del Perú acudió al lugar del ataque, para dar protección al Ministerio Público para el levantamiento del cadáver de Huanca Llamo.
Las autoridades acusaron a grupos de sicariato, como los responsables del ataque. La presencia de la inmigración venezolana desde 2018 había provocado que Lima Norte, al que pertenece San Martín de Porres e Independencia, se vuelva una zona conflictiva.